# Epierus sauteri
Epierus sauteri är en skalbaggsart som beskrevs av Heinrich Bickhardt 1913. Epierus sauteri ingår i släktet Epierus och familjen stumpbaggar. Inga underarter finns listade i Catalogue of Life.